# Хитцинг
Хитцинг (нем. Hietzing) — тринадцатый район Вены.
Площадь района составляет 37,7 км², население — 53 903 человека (1 января 2021), плотность населения — 1433 чел./км².
Хитцинг находится на юго-западе Вены.  На севере граничит с Пенцингом и частично Рудольфсхайм-Фюнфхаусом (по большей части границы также проходит 4-я линия метро и протекает река Вена), на востоке — с Майдлингом, на юге — с Лизингом.  Традиционно, район делится на шесть частей: Хитцинг на северо-востоке, Унтер Санкт Файт (Unter Sankt Veit) на северо-западе, Обер Санкт Файт (Ober Sankt Veit) еще западнее, Хакинг (Hacking) на самом северо-западе, Лайнц (Lainz) в географическом центре и Шпайзинг (Speising) на юге.
Хитцинг наиболее известен расположенным в нём дворцом Шёнбрунн — бывшей резиденцией Габсбургов. На западе района находится Лайнцер Тиргартен — крупный парк и заповедник. Здесь же находится известное Хитцингское кладбище.

## Население
| Год  | Численность |
| ---- | ----------- |
| 2005 | 51316       |
| 2006 | 51356       |
| 2007 | 51304       |
| 2008 | 51127       |

| Год  | Численность |
| ---- | ----------- |
| 2009 | 50981       |
| 2010 | 51015       |
| 2011 | 50966       |
| 2012 | 50650       |

| Год  | Численность |
| ---- | ----------- |
| 2013 | 50831       |
| 2014 | 51275       |
| 2015 | 52115       |
| 2016 | 53813       |

| Год  | Численность |
| ---- | ----------- |
| 2017 | 54171       |
| 2018 | 54265       |
| 2019 | 53778       |
| 2020 | 54040       |

## Известные уроженцы
- Ребель, Ганс (1861-1940) — австрийский учёный-энтомолог.
- Поппер, Карл (1902-1994) — австрийский и британский философ-постпозитивист.